# ژائو شو ژن
ژائو شو ژن (انگلیسی: Zhao Shu-zhen؛ زادهٔ ۱۹۳۴ (۹۰–۹۱ سال)) هنرپیشه چینی است. وی برای نقش‌آفرینی «نای نای» در فیلم وداع معروف است.
وی همچنین برنده جایزه ایندیپندنت اسپیریت برای بهترین بازیگر نقش مکمل زن در سال ۲۰۱۹ برای نقش یادشده می‌باشد.